# René-Jean-Divy Corbé
René-Jean-Divy Corbé, francoski general, * 1883, † 1942.